# Campionato europeo maschile under 20 di pallavolo 2022
Il campionato europeo maschile under 20 di pallavolo 2022, ventottesima edizione del campionato europeo, si è svolto dal 17 al 25 settembre 2022 a Montesilvano e Vasto, in Italia: al torneo hanno partecipato dodici squadre nazionali under 20 europee e la vittoria finale è andata per la quarta volta all'Italia.

## Impianti
|                                                                    |                                                                           |  |
|                                                                    |                                                                           |  |
| PalaRoma Città: Montesilvano Capienza: 1 780 Anno d'apertura: 1998 | Palazzetto dello Sport Città: Vasto Capienza: 1 700 Anno d'apertura: 2007 |  |

## Regolamento

### Formula
La formula ha previsto:
- Fase a gironi, disputata con girone all'italiana: le prime due classificate di ogni girone hanno acceduto alla fase finale per il primo posto, mentre la terza e la quarta classificata di ogni girone hanno acceduto alla fase finale per il quinto posto.
- Fase finale per il primo posto, disputata con semifinali, finale per il terzo posto e finale.
- Fase finale per il quinto posto, disputata con semifinali, finale per il settimo posto e finale per il quinto posto[3].

### Criteri di classifica
Se il risultato finale è stato di 3-0 o 3-1 sono stati assegnati 3 punti alla squadra vincente e 0 a quella sconfitta, se il risultato finale è stato di 3-2 sono stati assegnati 2 punti alla squadra vincente e 1 a quella sconfitta.
L'ordine del posizionamento in classifica è stato definito in base a:
- Numero di partite vinte;
- Punti;
- Ratio dei set vinti/persi;
- Ratio dei punti realizzati/subiti;
- Risultati degli scontri diretti.

## Squadre partecipanti[3]
| Squadra    | Qualificazione                            | Ultima partecipazione               |
| ---------- | ----------------------------------------- | ----------------------------------- |
| Belgio     | 1ª al torneo di qualificazione (girone G) | Repubblica Ceca 2020                |
| Bulgaria   | 1ª al torneo di qualificazione (girone F) | Bulgaria 2016                       |
| Finlandia  | 1ª al torneo di qualificazione (girone J) | / Paesi Bassi e Belgio 2018         |
| Francia    | 1ª al torneo di qualificazione (girone I) | Repubblica Ceca 2020                |
| Grecia     | 2ª al torneo di qualificazione (girone I) | / Polonia e Danimarca 2012          |
| Italia     | Paese organizzatore                       | Repubblica Ceca 2020                |
| Polonia    | 1ª al torneo di qualificazione (girone B) | Repubblica Ceca 2020                |
| Portogallo | 1ª al torneo di qualificazione (girone D) | / Paesi Bassi e Belgio 2018         |
| Rep. Ceca  | 1ª al torneo di qualificazione (girone E) | Repubblica Ceca 2020                |
| Serbia     | 1ª al torneo di qualificazione (girone C) | Repubblica Ceca 2020                |
| Slovacchia | 1ª al torneo di qualificazione (girone H) | / Repubblica Ceca e Slovacchia 2014 |
| Slovenia   | 2ª al torneo di qualificazione (girone J) | Bulgaria 2016                       |

## Torneo

### Fase a gironi
| Girone I   | Girone II  |
| ---------- | ---------- |
| Francia    | Belgio     |
| Italia     | Bulgaria   |
| Polonia    | Finlandia  |
| Serbia     | Grecia     |
| Slovacchia | Portogallo |
| Slovenia   | Rep. Ceca  |

#### Girone I

##### Risultati
| 17 settembre 2022 PalaRoma, Montesilvano Durata: 1h:22 - Spettatori: 75    | Serbia     | 3 - 0 | Francia    | 27-25, 25-22, 25-23               |
| 17 settembre 2022 PalaRoma, Montesilvano Durata: 1h:36 - Spettatori: 250   | Polonia    | 3 - 1 | Slovacchia | 25-21, 21-25, 25-14, 25-8         |
| 17 settembre 2022 PalaRoma, Montesilvano Durata: 1h:18 - Spettatori: 700   | Slovenia   | 0 - 3 | Italia     | 25-27, 18-25, 16-25               |
| 18 settembre 2022 PalaRoma, Montesilvano Durata: 1h:04 - Spettatori: 160   | Serbia     | 0 - 3 | Polonia    | 21-25, 17-25, 17-25               |
| 18 settembre 2022 PalaRoma, Montesilvano Durata: 1h:29 - Spettatori: 360   | Slovacchia | 0 - 3 | Slovenia   | 16-25, 19-25, 26-28               |
| 18 settembre 2022 PalaRoma, Montesilvano Durata: 2h:07 - Spettatori: 1 250 | Francia    | 3 - 2 | Italia     | 21-25, 18-25, 25-23, 25-23, 15-13 |
| 19 settembre 2022 PalaRoma, Montesilvano Durata: 1h:04 - Spettatori: 45    | Slovenia   | 3 - 0 | Serbia     | 25-18, 25-22, 25-11               |
| 19 settembre 2022 PalaRoma, Montesilvano Durata: 1h:16 - Spettatori: 180   | Polonia    | 3 - 0 | Francia    | 25-20, 25-21, 25-23               |
| 19 settembre 2022 PalaRoma, Montesilvano Durata: 1h:15 - Spettatori: 650   | Italia     | 3 - 0 | Slovacchia | 25-20, 25-15, 25-17               |
| 21 settembre 2022 PalaRoma, Montesilvano Durata: 2h:05 - Spettatori: 110   | Polonia    | 3 - 2 | Slovenia   | 20-25, 25-19, 23-25, 25-19, 15-12 |
| 21 settembre 2022 PalaRoma, Montesilvano Durata: 1h:42 - Spettatori: 600   | Francia    | 3 - 1 | Slovacchia | 25-17, 25-15, 18-25, 29-27        |
| 21 settembre 2022 PalaRoma, Montesilvano Durata: 1h:15 - Spettatori: 1 200 | Serbia     | 0 - 3 | Italia     | 22-25, 19-25, 19-25               |
| 22 settembre 2022 PalaRoma, Montesilvano Durata: 2h:04 - Spettatori: 80    | Slovenia   | 3 - 2 | Francia    | 19-25, 25-23, 25-20, 21-25, 15-12 |
| 22 settembre 2022 PalaRoma, Montesilvano Durata: 2h:03 - Spettatori: 120   | Slovacchia | 2 - 2 | Serbia     | 20-25, 16-25, 36-34, 25-21, 14-10 |
| 22 settembre 2022 PalaRoma, Montesilvano Durata: 1h:12 - Spettatori: 1 550 | Italia     | 3 - 0 | Polonia    | 25-18, 26-24, 25-14               |

##### Classifica
| Pos. | Squadra    | Pt | G | V | P | SV | SP | Ratio | PF  | PS  | Ratio |
| ---- | ---------- | -- | - | - | - | -- | -- | ----- | --- | --- | ----- |
| 1.   | Italia     | 13 | 5 | 4 | 1 | 14 | 3  | 4,667 | 412 | 331 | 1,245 |
| 2.   | Polonia    | 11 | 5 | 4 | 1 | 12 | 6  | 2,000 | 410 | 363 | 1,129 |
| 3.   | Slovenia   | 9  | 5 | 3 | 2 | 11 | 8  | 1,375 | 417 | 402 | 1,037 |
| 4.   | Francia    | 6  | 5 | 2 | 3 | 8  | 12 | 0,667 | 440 | 450 | 0,978 |
| 5.   | Serbia     | 4  | 5 | 1 | 4 | 5  | 12 | 0,417 | 359 | 407 | 0,882 |
| 6.   | Slovacchia | 2  | 5 | 1 | 4 | 5  | 14 | 0,357 | 377 | 362 | 0,816 |

      Qualificata alle semifinali per il primo posto.
      Qualificata alle semifinali per il quinto posto.

#### Girone II

##### Risultati
| 17 settembre 2022 Palazzetto dello Sport, Vasto Durata: 2h:01 - Spettatori: 300 | Portogallo | 2 - 3 | Grecia     | 23-25, 25-19, 28-26, 22-25, 10-15 |
| 17 settembre 2022 Palazzetto dello Sport, Vasto Durata: 1h:39 - Spettatori: 300 | Rep. Ceca  | 3 - 1 | Finlandia  | 25-15, 19-25, 25-19, 25-22        |
| 17 settembre 2022 Palazzetto dello Sport, Vasto Durata: 1h:09 - Spettatori: 150 | Bulgaria   | 0 - 3 | Belgio     | 17-25, 19-25, 22-25               |
| 18 settembre 2022 Palazzetto dello Sport, Vasto Durata: 1h:29 - Spettatori: 150 | Portogallo | 3 - 0 | Rep. Ceca  | 25-21, 27-25, 25-20               |
| 18 settembre 2022 Palazzetto dello Sport, Vasto Durata: 1h:54 - Spettatori: 400 | Finlandia  | 2 - 3 | Bulgaria   | 30-28, 17-25, 25-20, 23-25, 9-15  |
| 18 settembre 2022 Palazzetto dello Sport, Vasto Durata: 1h:16 - Spettatori: 250 | Grecia     | 0 - 3 | Belgio     | 19-25, 23-25, 24-26               |
| 19 settembre 2022 Palazzetto dello Sport, Vasto Durata: 1h:42 - Spettatori: 100 | Bulgaria   | 3 - 1 | Portogallo | 25-22, 21-25, 25-19, 25-23        |
| 19 settembre 2022 Palazzetto dello Sport, Vasto Durata: 1h:12 - Spettatori: 150 | Rep. Ceca  | 3 - 0 | Grecia     | 25-22, 25-11, 25-23               |
| 19 settembre 2022 Palazzetto dello Sport, Vasto Durata: 1h:40 - Spettatori: 200 | Belgio     | 3 - 1 | Finlandia  | 19-25, 25-22, 26-24, 25-22        |
| 21 settembre 2022 Palazzetto dello Sport, Vasto Durata: 1h:32 - Spettatori: 100 | Rep. Ceca  | 1 - 3 | Bulgaria   | 25-15, 20-25, 18-25, 23-25        |
| 21 settembre 2022 Palazzetto dello Sport, Vasto Durata: 1h:39 - Spettatori: 200 | Grecia     | 1 - 3 | Finlandia  | 16-25, 25-20, 16-25, 18-25        |
| 21 settembre 2022 Palazzetto dello Sport, Vasto Durata: 2h:08 - Spettatori: 500 | Portogallo | 2 - 3 | Belgio     | 27-25, 22-25, 25-23, 24-26, 12-15 |
| 22 settembre 2022 Palazzetto dello Sport, Vasto Durata: 1h:15 - Spettatori: 80  | Bulgaria   | 3 - 0 | Grecia     | 25-17, 25-21, 29-27               |
| 22 settembre 2022 Palazzetto dello Sport, Vasto Durata: 1h:57 - Spettatori: 200 | Finlandia  | 3 - 2 | Portogallo | 21-25, 25-20, 25-27, 25-14, 15-12 |
| 22 settembre 2022 Palazzetto dello Sport, Vasto Durata: 1h:49 - Spettatori: 500 | Belgio     | 1 - 3 | Rep. Ceca  | 22-25, 22-25, 29-27, 24-26        |

##### Classifica
| Pos. | Squadra    | Pt | G | V | P | SV | SP | Ratio | PF  | PS  | Ratio |
| ---- | ---------- | -- | - | - | - | -- | -- | ----- | --- | --- | ----- |
| 1.   | Belgio     | 11 | 5 | 4 | 1 | 13 | 6  | 2,167 | 457 | 430 | 1,063 |
| 2.   | Bulgaria   | 11 | 5 | 4 | 1 | 12 | 7  | 1,714 | 436 | 419 | 1,041 |
| 3.   | Rep. Ceca  | 9  | 5 | 3 | 2 | 10 | 8  | 1,250 | 424 | 401 | 1,057 |
| 4.   | Finlandia  | 6  | 5 | 2 | 3 | 10 | 12 | 0,833 | 484 | 475 | 1,019 |
| 5.   | Portogallo | 6  | 5 | 1 | 4 | 10 | 12 | 0,833 | 482 | 497 | 0,970 |
| 6.   | Grecia     | 2  | 5 | 1 | 4 | 4  | 14 | 0,286 | 372 | 433 | 0,859 |

      Qualificata alle semifinali per il primo posto.
      Qualificata alle semifinali per il quinto posto.

### Fase finale

#### Finali 5º e 7º posto
|  | Semifinali | Semifinali | Semifinali |                 |    | Finale 5º posto | Finale 5º posto | Finale 5º posto |
|  |            |            |            |                 |    |                 |                 |                 |
|  | 3I         | Slovenia   | 3          |                 |    |                 |                 |                 |
|  | 3I         | Slovenia   | 3          |                 |    |                 |                 |                 |
|  | 4II        | Finlandia  | 1          |                 |    |                 |                 |                 |
|  | 4II        | Finlandia  | 1          |                 | 3I | Slovenia        | 2               |                 |
|  |            |            |            |                 | 3I | Slovenia        | 2               |                 |
|  |            |            |            |                 |    | 4I              | Francia         | 3               |
|  | 3II        | Rep. Ceca  | 2          |                 |    | 4I              | Francia         | 3               |
|  | 3II        | Rep. Ceca  | 2          |                 |    |                 |                 |                 |
|  | 4I         | Francia    | 3          |                 |    |                 |                 |                 |
|  | 4I         | Francia    | 3          | Finale 7º posto |    |                 |                 |                 |
|  |            |            |            |                 |    |                 |                 |                 |
|  |            |            |            |                 |    | 4II             | Finlandia       | 3               |
|  |            |            |            |                 |    | 4II             | Finlandia       | 3               |
|  |            |            |            |                 |    | 3II             | Rep. Ceca       | 2               |

##### Semifinali
| 24 settembre 2022 Palazzetto dello Sport, Vasto Durata: 1h:35 - Spettatori: 300 | Slovenia  | 3 - 1 | Finlandia | 25-21, 25-21, 23-25, 25-17       |
| 24 settembre 2022 Palazzetto dello Sport, Vasto Durata: 1h:49 - Spettatori: 500 | Rep. Ceca | 2 - 3 | Francia   | 23-25, 19-25, 25-12, 25-20, 8-15 |

##### Finale 7º posto
| 25 settembre 2022 Palazzetto dello Sport, Vasto Durata: 2h:05 - Spettatori: 90 | Finlandia | 3 - 2 | Rep. Ceca | 30-32, 25-21, 25-23, 23-25, 15-10 |

##### Finale 5º posto
| 25 settembre 2022 Palazzetto dello Sport, Vasto Durata: 2h:07 - Spettatori: 100 | Slovenia | 2 - 3 | Francia | 20-25, 16-25, 25-23, 25-21, 12-15 |

#### Finali 1º e 3º posto
|  | Semifinali | Semifinali | Semifinali |                 |    | Finale | Finale   | Finale |
|  |            |            |            |                 |    |        |          |        |
|  | 1I         | Italia     | 3          |                 |    |        |          |        |
|  | 1I         | Italia     | 3          |                 |    |        |          |        |
|  | 2II        | Bulgaria   | 1          |                 |    |        |          |        |
|  | 2II        | Bulgaria   | 1          |                 | 1I | Italia | 3        |        |
|  |            |            |            |                 | 1I | Italia | 3        |        |
|  |            |            |            |                 |    | 2I     | Polonia  | 2      |
|  | 1II        | Belgio     | 0          |                 |    | 2I     | Polonia  | 2      |
|  | 1II        | Belgio     | 0          |                 |    |        |          |        |
|  | 2I         | Polonia    | 3          |                 |    |        |          |        |
|  | 2I         | Polonia    | 3          | Finale 3° posto |    |        |          |        |
|  |            |            |            |                 |    |        |          |        |
|  |            |            |            |                 |    | 2II    | Bulgaria | 3      |
|  |            |            |            |                 |    | 2II    | Bulgaria | 3      |
|  |            |            |            |                 |    | 1II    | Belgio   | 1      |

##### Semifinali
| 24 settembre 2022 PalaRoma, Montesilvano Durata: 1h:41 - Spettatori: 1 150 | Italia | 3 - 1 | Bulgaria | 23-25, 25-17, 25-18, 25-20 |
| 24 settembre 2022 PalaRoma, Montesilvano Durata: 1h:06 - Spettatori: 480   | Belgio | 0 - 3 | Polonia  | 20-25, 17-25, 15-25        |

##### Finale 3º posto
| 25 settembre 2022 PalaRoma, Montesilvano Durata: 1h:41 - Spettatori: 600 | Bulgaria | 3 - 1 | Belgio | 25-17, 25-19, 19-25, 25-17 |

##### Finale
| 25 settembre 2022 PalaRoma, Montesilvano Durata: 1h:51 - Spettatori: 1 700 | Italia | 3 - 2 | Polonia | 25-19, 25-19, 24-26, 17-25, 15-6 |

## Classifica finale
| Pos     | Squadra    | Rosa |
| ------- | ---------- | --- |
| Oro     | Italia     | Formazione: 1 Ambrose, 2 Boninfante, 5 Volpe, 6 Eccher, 7 Bovolenta, 9 Balestra, 10 Penna, 11 Fanizza, 13 Laurenzano, 14 Orioli, 15 Staforini, 17 Porro, 18 Iervolino, 29 Roberti, CT: Battocchio               |
| Argento | Polonia    | Formazione: 1 Majchrzak, 2 Szymendera, 3 Kędzierski, 6 Olszewski, 7 Kubicki, 8 Nowik, 9 Kufka, 11 Śliwka, 13 Czerny, 14 Hawryluk, 15 Nowak, 18 Biliński, 21 Ratajewski, 22 Gaweł, CT: Grabda                    |
| Bronzo  | Bulgaria   | Formazione: 1 B. Nikolov, 2 Načev, 3 Bučkov, 4 E. Stoev, 6 Antov, 7 Micev, 8 Bojanov, 9 Gărkov, 10 Palev, 11 A. Nikolov, 12 Tatarov, 13 Damjanov, 14 Mitov, 16 Botev, CT: M. Stoev                              |
| 4.      | Belgio     | Formazione: 1 Van Looveren, 5 Dermaux, 7 Reggers, 8 Verhamme, 9 Moga, 10 Schroeven, 11 De Bruyn, 12 Verwimp, 13 Peters, 16 Beelaert, 17 Vlahovic, 18 Van Loon, 20 Ponseele, 21 Verwimp, CT: Eyckmans            |
| 5.      | Francia    | Formazione: 1 Martino-Gauchi, 2 Henno, 3 Chaboissant, 4 Canovas, 6 Magnin, 7 Michel, 8 Lefaivre, 9 Schlienger, 10 Bouchez, 12 Varier, 13 Seddik, 15 Léon, 17 Nomai, 20 Feral, CT: Trillon                       |
| 6.      | Slovenia   | Formazione: 1 Ranc, 2 Prevorčnik, 3 Kožar, 4 Fink, 5 Vinkovič, 7 Oman, 8 Bračko, 9 Mujanovič, 10 Kržič, 12 Okroglič, 13 Marovt , 14 Snedec, 15 Jančič, 20 Najdič, CT: Rojc                                      |
| 7.      | Finlandia  | Formazione: 1 Taponen, 2 Tyynismaa, 3 Haapaniemi, 4 Haapoja, 7 Salpakari, 8 L. Marttila, 11 Leinonen, 12 Kontio, 14 N. Marttila, 15 Väänänen, 16 Zhbankov, 17 Lindqvist, 22 Ristiniemi, 23 Bulgyn, CT: Lindberg |
| 8.      | Rep. Ceca  | Formazione: 2 Struška, 3 Hoang, 4 Fabikovič, 8 Jirásek, 9 Klajmon, 11 Bryknar, 12 Kollátor, 14 Pastrňák, 15 Bukáček, 16 Šálek, 17 Pelikán, 18 Ureš, 20 Toth, CT: Svoboda                                        |
| 9.      | Portogallo | Formazione: 1 Sá, 4 A. Pereira , 5 Gomes, 6 Brito , 7 Marques, 8 Figueiredo, 10 Matos, 11 Dias, 12 Azenha , 15 Abecasis, 16 Pimentel, 17 Martins, CT: N. Pereira                                                |
| 10.     | Serbia     | Formazione: 2 Elezović, 3 Kljajić, 7 Polomac, 8 Perović, 9 Ristić, 10 Ranković, 11 Matić, 13 Kopitić, 15 Kokeza, 16 Stanković, 18 Jeremić, 20 Ćulibrk, 21 Unković, 23 Ilić, CT: Osmankač                        |
| 11.     | Slovacchia | Formazione: 1 Kudla, 4 Hanúsek, 5 Gulák, 6 Pati-Nagy, 7 Hlaváč, 8 Turčáni, 11 Kudra, 12 Rendla, 13 Červenák, 14 Kán, 15 Petruf, 16 Ľ. Skasko, 18 Badáň, 20 B. Skasko, CT: Hiadlovský                            |
| 12.     | Grecia     | Formazione: 1 Fōlias, 2 Theodosīs, 3 Tzaras, 4 Nanopoulos, 5 Konidīs, 6 Sousounīs, 8 Christopoulos, 10 Kavarinos, 11 Markou, 12 Mpakodīmos, 14 Petsias, 15 Marsellos, 18 Stathelos, 19 Sōtīriou, CT: Mouchlias  |

|  |  | Qualificata al Campionato mondiale under 21 2023 |

## Premi individuali
| Premio                | Nome                 | Squadra  |
| --------------------- | -------------------- | -------- |
| MVP                   | Alessandro Bovolenta | Italia   |
| Miglior palleggiatore | Kajetan Kubicki      | Polonia  |
| Miglior opposto       | Tytus Nowik          | Polonia  |
| Miglior schiacciatore | Luca Porro           | Italia   |
| Miglior schiacciatore | Aleksandăr Nikolov   | Bulgaria |
| Miglior centrale      | Jakub Majchrzak      | Polonia  |
| Miglior centrale      | Nicolò Volpe         | Italia   |
| Miglior libero        | Gabriele Laurenzano  | Italia   |

## Statistiche
| Rendimento individuale | Rendimento individuale | Rendimento individuale | Rendimento individuale |
| Pos.                   | Nome                   | Punti                  | Squadra                |
| ---------------------- | ---------------------- | ---------------------- | ---------------------- |
| 1                      | Ferre Reggers          | 148                    | Belgio                 |
| 2                      | Luka Marttila          | 139                    | Finlandia              |
| 3                      | David Kollátor         | 138                    | Rep. Ceca              |
| 4                      | Hilir Henno            | 115                    | Francia                |
| 4                      | Aleksandăr Nikolov     | 115                    | Bulgaria               |
| 6                      | Alessandro Bovolenta   | 105                    | Italia                 |
| 7                      | Nuno Marques           | 104                    | Portogallo             |
| 8                      | Rok Bračko             | 102                    | Slovenia               |
| 9                      | Luca Porro             | 99                     | Italia                 |
| 10                     | Tytus Nowik            | 93                     | Polonia                |

| Attacchi vincenti | Attacchi vincenti    | Attacchi vincenti | Attacchi vincenti |
| Pos.              | Nome                 | Punti             | Squadra           |
| ----------------- | -------------------- | ----------------- | ----------------- |
| 1                 | Ferre Reggers        | 134               | Belgio            |
| 2                 | Luka Marttila        | 118               | Finlandia         |
| 3                 | David Kollátor       | 100               | Rep. Ceca         |
| 4                 | Aleksandăr Nikolov   | 99                | Bulgaria          |
| 5                 | Hilir Henno          | 94                | Francia           |
| 6                 | Nuno Marques         | 92                | Portogallo        |
| 7                 | Rok Bračko           | 89                | Slovenia          |
| 8                 | Alessandro Bovolenta | 84                | Italia            |
| 9                 | Veikka Lindqvist     | 77                | Finlandia         |
| 10                | Luca Porro           | 75                | Italia            |

| Muri vincenti | Muri vincenti        | Muri vincenti | Muri vincenti |
| Pos.          | Nome                 | Punti         | Squadra       |
| ------------- | -------------------- | ------------- | ------------- |
| 1             | Miika Haapaniemi     | 25            | Finlandia     |
| 2             | David Kollátor       | 22            | Rep. Ceca     |
| 3             | Simon Magnin         | 18            | Francia       |
| 3             | Jakub Majchrzak      | 18            | Polonia       |
| 3             | Nicolò Volpe         | 18            | Italia        |
| 6             | Jakub Klajmon        | 16            | Rep. Ceca     |
| 7             | Alessandro Bovolenta | 15            | Italia        |
| 7             | Lazar Bučkov         | 15            | Bulgaria      |
| 9             | Janž Kržič           | 14            | Slovenia      |
| 9             | Joris Seddik         | 14            | Francia       |

| Battute vincenti | Battute vincenti      | Battute vincenti | Battute vincenti |
| Pos.             | Nome                  | Punti            | Squadra          |
| ---------------- | --------------------- | ---------------- | ---------------- |
| 1                | Luca Porro            | 17               | Italia           |
| 2                | David Kollátor        | 16               | Rep. Ceca        |
| 3                | Hilir Henno           | 14               | Francia          |
| 4                | Mateusz Kufka         | 13               | Polonia          |
| 5                | Miha Fink             | 12               | Slovenia         |
| 6                | Luka Marttila         | 12               | Finlandia        |
| 7                | Nooa Marttila         | 11               | Finlandia        |
| 8                | Alexandros Nanopoulos | 10               | Grecia           |
| 9                | Bruno Dias            | 9                | Portogallo       |
| 10               | Miika Haapaniemi      | 8                | Finlandia        |
| 10               | Jakub Klajmon         | 8                | Rep. Ceca        |
| 10               | Kajetan Kubicki       | 8                | Polonia          |
| 10               | Simon Magnin          | 8                | Francia          |
| 10               | Aleksandăr Nikolov    | 8                | Bulgaria         |
| 10               | Tytus Nowik           | 8                | Polonia          |
| 10               | Piotr Śliwka          | 8                | Polonia          |